# Verbesina latisquama
Espèce
Synonymes
- Verbesina adenobasis S.F.Blake[2] [1]
- Verbesina biblianensis Domke[2] [1]

Statut de conservation UICN

 LC  : Préoccupation mineure
Verbesina latisquama est une espèce de plantes à fleurs de la famille des Asteraceae.

## Publication originale
- Botanical Gazette 74: 426. 1922.